# John Johnson (astronome)
Pour les articles homonymes, voir Johnson et John Johnson.
John Asher Johnson est un astrophysicien américain, professeur d'astronomie à Harvard. Il fut auparavant professeur au California Institute of Technology et chercheur à l'Exoplanet Science Research Institute de la NASA.

## Découvertes
En 2012, l'équipe de John Johnson découvrit trois exoplanètes, dont la plus petite connue à cette époque, autour de la naine rouge Kepler-42 (KOI-961) en utilisant le télescope spatial Kepler Une étude ultérieure se servit de la similarité de l'étoile avec l'étoile de Barnard et d'observations de l'observatoire Keck pour avoir plus d'informations sur le système et la taille de ses trois panètes.

## Distinctions et récompenses
- 2012 :
  - Sloan Fellowship
  - Prix Newton Lacy Pierce